# Passeport saint-lucien
Le passeport saint-lucien est un document de voyage international délivré aux ressortissants saint-luciens, et qui peut aussi servir de preuve de la citoyenneté saint-lucienne. 

## Liste des pays sans visa ou visa à l'arrivée
En janvier 2021, le passeport saint-lucien permet d'entrer sans visa préalable dans 146 pays. D'après le classement Henley, le document occupe le 31e rang en termes de liberté de voyages internationaux.